# I’D S

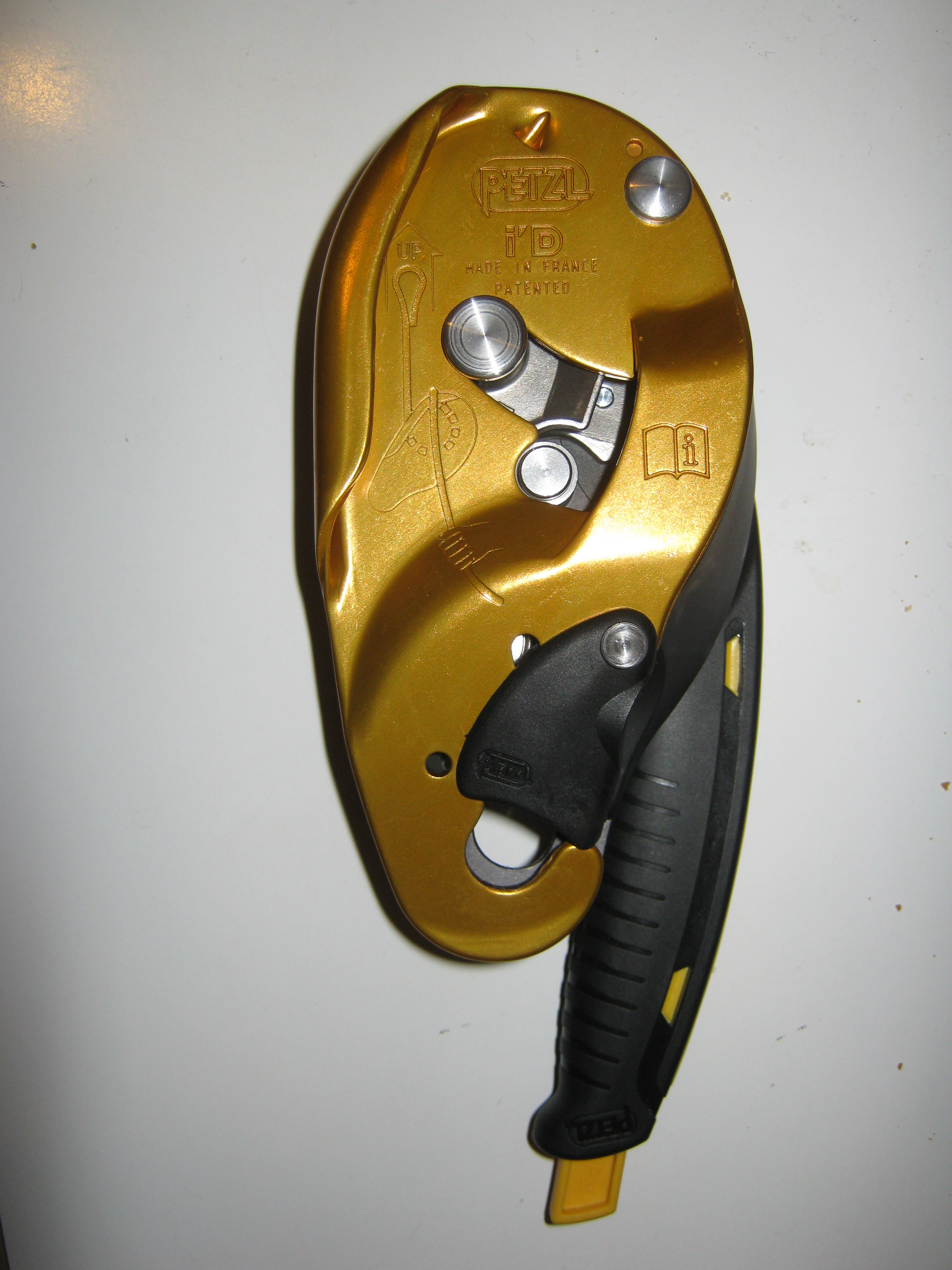
Das I’D S

Das I’D S ist ein professionelles Abseilrettungsgerät und halbautomatisches Sicherungsgerät des Herstellers Petzl für Industriekletterer und Höhenretter zum Sichern, Abseilen, Retten und Aufsteigen mit und an Einfachseilen.

## Einsatzmöglichkeiten
- Abseilen: Mit dem I’D S kann in beliebiger Geschwindigkeit abgeseilt werden, bei zu schnellem Abseilen oder Loslassen des Bedienhebels blockiert das Gerät das Seil automatisch.
- Rettung: Das I’D S kann, korrekt angewendet, bis zu 250 kg Last und somit einen Retter und einen Verunglückten gleichzeitig tragen. Der Retter kann sich dann gemeinsam mit dem Verunglückten abseilen.
- Sichern: Mit dem I’D S kann eine andere Person gesichert werden. Der Bediener muss nur das Seil nachziehen. Bei einem Sturz der anderen Person blockiert das Gerät automatisch.
- Am Seil aufsteigen: Mit Hilfe einer Seilklemme, einer Trittschlinge und einer Seilrolle kann das I’D S zum Aufstieg am Seil verwendet werden.
- Seilklemme: Das I’D S kann bei jeder Verwendungsmöglichkeit jederzeit absichtlich blockiert werden und hat dann die Funktion einer Seilklemme.

## Funktionsweise

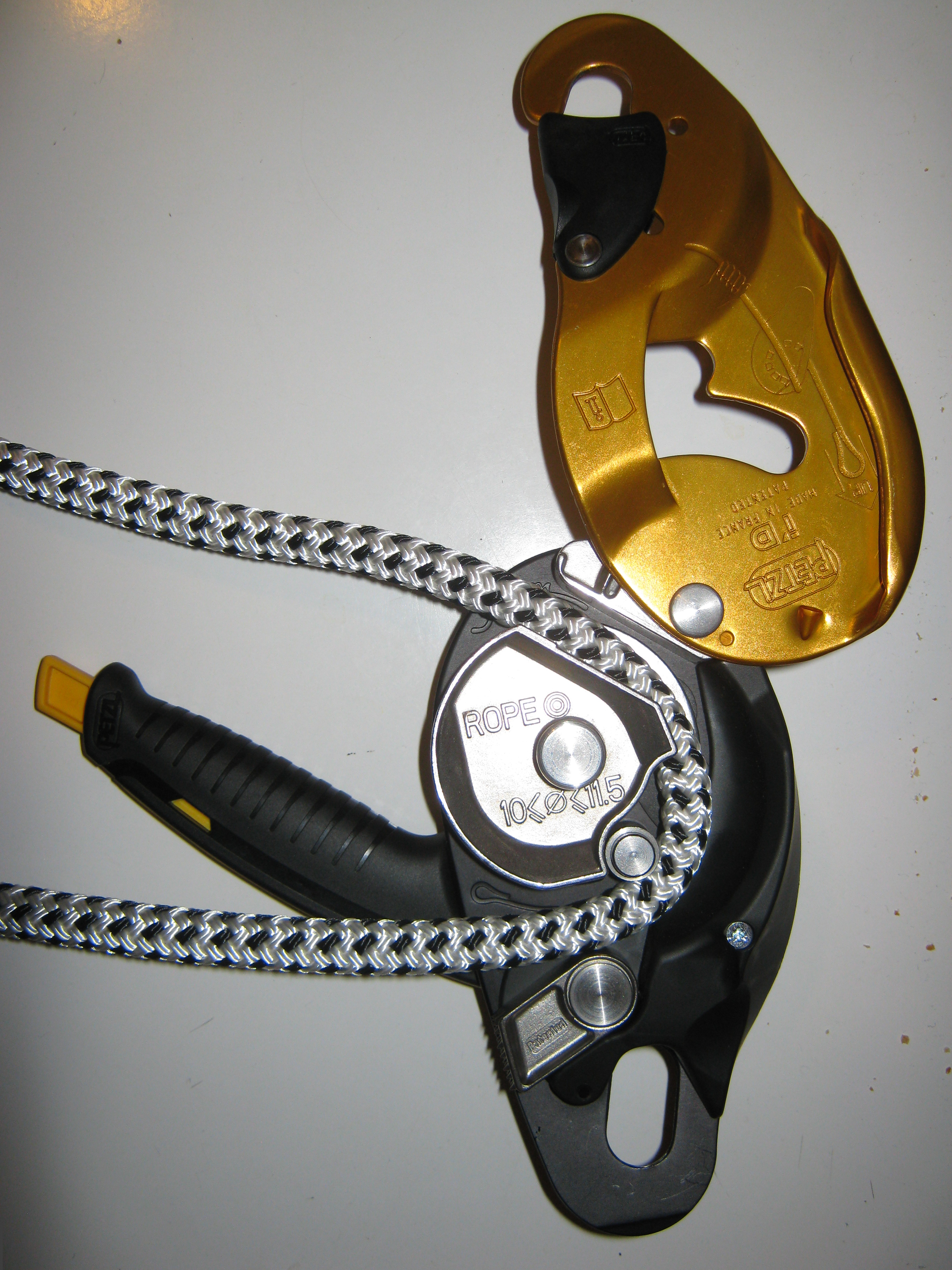
Petzl I’D S von innen

Das Seil wird im Gerät um einen beweglichen Klemmnocken gelegt und durch einen Federmechanismus eingeklemmt. Kommt Belastung auf das Seil, so dreht sich der Nocken minimal und klemmt das Seil weiter ein. Um das Seil zum Abseilen langsam und kontrolliert durchrutschen zu lassen, muss der Benutzer den Klemmnocken mit Hilfe des Hebels am Gerät etwas zurückbewegen.
Lässt der Benutzer das Seil mit Hilfe des Hebels zu schnell durch das Bauteil gleiten, blockiert das Gerät automatisch (Anti-Panik-Funktion). Der Benutzer muss den Hebel am Gerät ein Mal ganz zurückdrehen, um den Abseilvorgang von Neuem starten.

## Vorteile
- Das Gerät blockiert das Seil im Sturzfall selbständig, ohne dass die sichernde Person aktiv halten muss. Dies hat den Vorteil, dass das Gerät auch dann noch einen Sturz hält, wenn der Sichernde die Hände nicht am Seil hat (z. B. weil er während des Sicherns an die Wand anschlägt oder gar durch Steinschlag bewusstlos ist).
- Der Sichernde kann eine im Seil hängende Person ohne Kraftaufwand halten.

## Nachteile
- Das Gerät ist verglichen mit Tuber und Abseilachter relativ schwer und lässt nur gewisse Durchmesser eines Einfachseils zu. Eine Verwendung von Doppel- oder Zwillingsseilen ist daher nicht möglich.

## Anwendungsfehler
- Das Seil wird falsch herum in das Gerät gelegt. Würde nun Belastung auf das Seil kommen, würde das Seil ungebremst durch das Gerät rauschen – wenn das Seil nicht durch das eigens für diesen Fall eingebaute Sicherungssystem blockiert werden würde. In diesem Fall ist das Seil blockiert und ein kontrolliertes Abseilen ist nicht möglich.

## Korrekte Bedienung

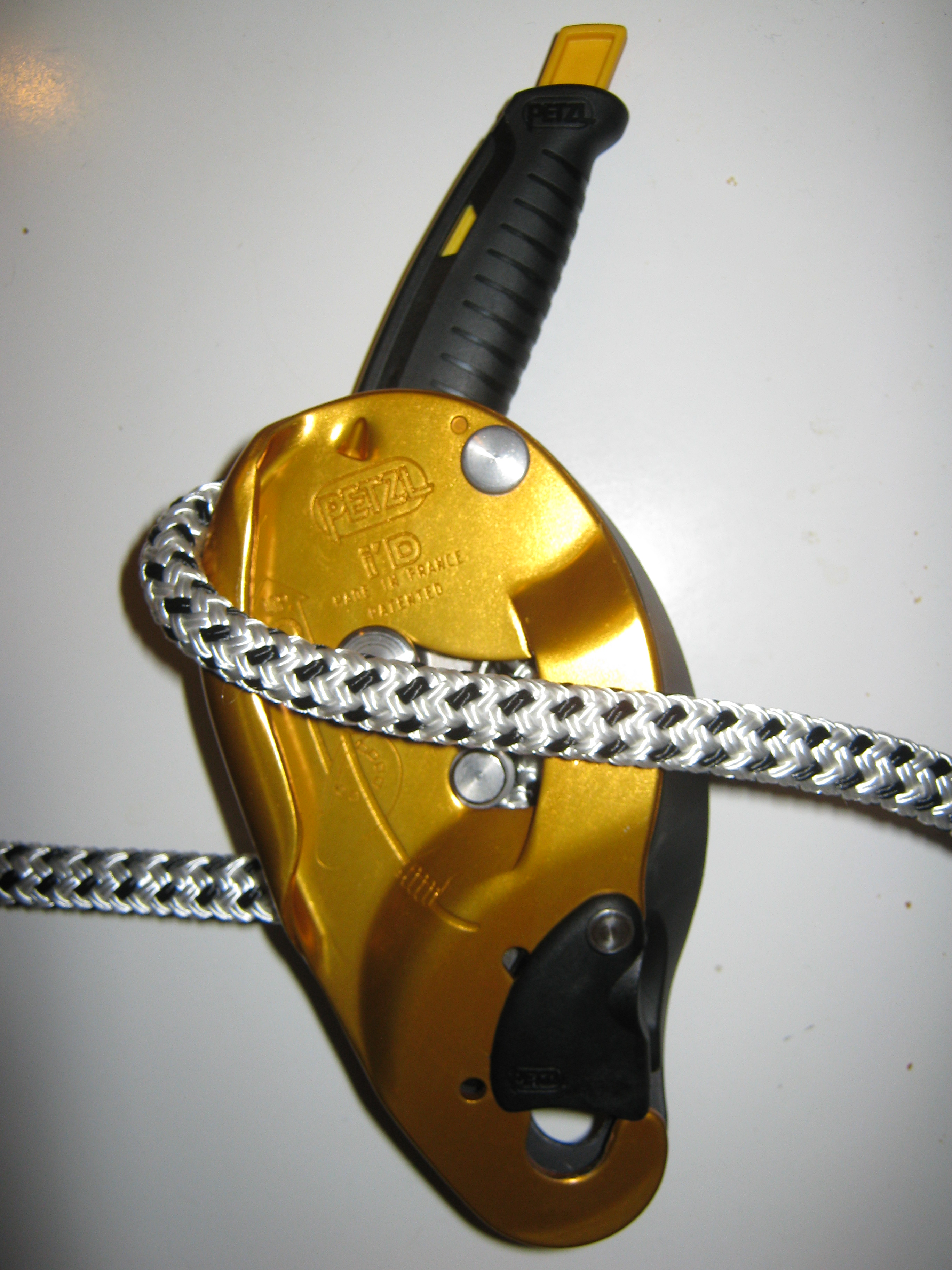
Das Seil, das zur linken Seite geht, wird belastet, das Seil, das zur rechten Seite geht, wird mit der geschlossenen Hand geführt

- Das Seil, das belastet wird, wird in der Mitte des Gerätes eingeführt und kommt oben wieder heraus.
- Zum Sichern einer anderen Person wird das Sicherungsseil immer schnell nachgezogen, die Hand bleibt am Sicherungsseil, das aus dem Gerät oben herauskommt.
- Wenn der Bediener die Hände frei haben möchte, muss er den Hebel auf „Lock“ stellen.
- Beim Ablassen wird die Blockierung nur mit geschlossener Hand um das Sicherungsseil, das aus dem Gerät oben herauskommt, gelöst.

## Hebelstellungen
Das I’D S hat fünf verschiedene Hebelstellungen:
- Der Hebel wird nur dann auf „store“ gestellt, wenn das Gerät nicht benutzt wird.
- Ist der Hebel auf „lock“ gestellt, ist das Seil blockiert. Der Bediener hat beide Hände frei, eventuelle Last ruht ohne Zutun des Bedieners auf dem Gerät.
- Auf der „belay“-Stellung ist das Seil immer noch blockiert, aber fertig zum Nachlassen. Der Bediener muss das Seil, das oben aus dem Gerät herauskommt, mit umschlossener Hand sichern.
- Im „descent“-Bereich kann der Bediener das Seil stufenlos regulieren und durch das Gerät rutschen lassen. Der Bediener muss das Seil, das oben aus dem Gerät herauskommt, mit umschlossener Hand führen.
- Steht der Hebel auf der „panic“-Position, so wurde die Panikfunktion des Gerätes ausgelöst. Das Seil ist blockiert, der Bediener muss den Hebel zurück auf „lock“ stellen und kann dann den Ablassvorgang erneut starten.

## Klassifizierung
Das I’D S ist nach der DIN EN 341 in der höchsten Klasse A eingestuft.